# Kunda (India)
Kunda è una suddivisione dell'India, classificata come nagar panchayat, di 22.331 abitanti, situata nel distretto di Pratapgarh, nello stato federato dell'Uttar Pradesh. In base al numero di abitanti la città rientra nella classe III (da 20.000 a 49.999 persone).

## Geografia fisica
La città è situata a 25° 43' 0 N e 81° 31' 0 E e ha un'altitudine di 88 m s.l.m..

## Società

### Evoluzione demografica
Al censimento del 2001 la popolazione di Kunda assommava a 22.331 persone, delle quali 11.542 maschi e 10.789 femmine. I bambini di età inferiore o uguale ai sei anni assommavano a 3.650, dei quali 1.942 maschi e 1.708 femmine. Infine, coloro che erano in grado di saper almeno leggere e scrivere erano 12.824, dei quali 7.758 maschi e 5.066 femmine.